# 임자중학교
임자중학교(荏子中學校)는 대한민국 전라남도 신안군 임자면 대기리에 있는 공립 중학교이다.

## 학교 연혁
- 1967년 11월 29일 : 임자중학교 설립인가
- 1968년 3월 15일 : 임자중학교 개교 및 입학식
- 1986년 3월 10일 : 임자종합고등학교 개교
- 2019년 11월 11일 : 임자중학교 개축
- 2023년 9월 1일 : 중학교 제24대 이기천 교장 부임
- 2025년 1월 8일 : 임자중학교 제55회 19명 졸업(총 졸업생 5,135명)
- 2025년 1월 8일 : 임자고등학교 제37회 9명 졸업(총 졸업생 1,499명)
- 2025년 3월 4일 : 2025학년도 임자중학교(18명) 입학
- 2025년 3월 4일 : 2025학년도 임자고등학교(13명) 입학

## 참고 자료
- 임자중학교 - 한국교육학술정보원 학교알리미